# Ibor
Ibor, o Ibore (fl. IV-V secolo), è stato il primo mitico sovrano dei Longobardi insieme al fratello Aio.
Paolo Diacono nell'Historia Langobardorum, seguendo la divisione reges / duces di Tacito nella Germania, classifica lui e il fratello come duces: alla loro dipartita, i Longobardi decisero di eleggere un re per imitare gli altri popoli, scegliendo Agelmundo, figlio di Aione e nipote di Ibor.

## Biografia
Sua madre era Gambara. Ella influì su molte decisioni dei figli.
I due re guidarono il loro popolo dalla natia Scandinavia alla costa meridionale del Mar Baltico.
L'esistenza di una diarchia alle origini più remote del popolo, tra mito e storia, riflette una struttura di potere comune tra i sovrani germanici: tutti i figli avevano lo stesso diritto alla successione e spesso si avevano forme di co-governo quando venivano eletti due fratelli allo stesso tempo.
Secondo il mito delle origini del popolo longobardo, ricordate da Paolo Diacono nei capitoli iniziali dell'Historia Langobardorum (dove raccoglie i miti fondativi del suo popolo) e dalla Origo gentis Langobardorum, Ibor e Aio, figli di Gambara, condussero i Longobardi (all'epoca chiamati Winnili) in Scoringa, un'area dell'attuale Germania settentrionale, forse alla foce del fiume Elba, forse dirimpetto all'isola di Rügen.
I Longobardi si scontrarono con i nuovi vicini Vandali ma nella battaglia decisiva Ibor e Aio ebbero la meglio; la leggenda narra che a decretare la loro vittoria fu il dio Odino, convinto dalla moglie Frigg cui si era rivolta Gambara.